# 愛南サン・フィッシュ
株式会社愛南サン・フィッシュ（あいなんサン・フィッシュ）は、愛媛県南宇和郡愛南町に本社を置く水産加工会社。

## 概要
2017年8月に伊予銀行、宇和島信用金庫、地域経済活性化支援機構が愛南町の海面養殖業や水産加工業に資金提供する「水産業創成ファンド」を設立。ファンド設立に当たって、水産加工や企画販売を行う会社を事業者らと立ち上げる事が計画され、同年10月に「株式会社愛南サン・フィッシュ」が設立された。水産業創成ファンドのほか、愛南町内の養殖業者8社が出資した。社名は、愛南の豊かな海に降り注ぐ太陽(SUN)と、愛南産(SAN)の元気な魚をイメージし付けられた。
愛南町に初めての本格的な水産加工施設を整備し、2019年4月に稼働を開始した。愛南町は2015年のマダイとカンパチの養殖生産量が全国2位で有数の産地であったが、これまで大規模な水産加工場がなかったため、業者は水産商社に活魚のまま出荷することが多かった。養殖マダイなど地元産の鮮魚を刺し身や煮付けなど付加価値の高い食品に加工し、関東以北のスーパーや飲食店に出荷することで生産者の所得向上を図っている。
2022年3月31日に水産商社のイヨスイが全株式を取得し、完全子会社となった。

## 沿革
- 2017年10月 - 「株式会社愛南サン・フィッシュ」設立。
- 2019年4月 - 水産加工工場が稼働開始。
- 2022年3月 - イヨスイ株式会社が全株式を取得し、子会社化。